# Bacanius angulosus
Bacanius angulosus är en skalbaggsart som beskrevs av Schmidt 1897. Bacanius angulosus ingår i släktet Bacanius och familjen stumpbaggar. Inga underarter finns listade i Catalogue of Life.